# Andrea Kdolsky
Andrea Kdolsky (ur. 2 listopada 1962 w Wiedniu) – austriacka polityk i lekarka, od 2007 do 2008 minister zdrowia, rodziny i młodzieży.

## Życiorys
W latach 1982–1985 studiowała prawo na Uniwersytecie Wiedeńskim, a od 1986 do 1993 kształciła się na Uniwersytecie Ekonomicznym w Wiedniu. W 1993 na pierwszej z tych uczelni została absolwentką medycyny.
W latach 1986–1993 przewodniczyła organizacji studenckiej Österreichische Hochschülerschaft na wydziale medycyny Uniwersytetu Wiedeńskiego. W 1995 została asystentką na tej uczelni. Od 1993 pracowała w laboratorium medycznym, w 1994 rozpoczęła staż w szpitalu w Eggenburgu. Od 1995 praktykowała w szpitalu uniwersyteckim w Wiedniu, specjalizując się w anestezjologii i algezjologii. W latach 2001–2004 była anestezjologiem w tej placówce. Kierowała też regionalnym oddziałem branżowego związku zawodowego ARGE. Od 2004 obejmowała dyrektorskie i menedżerskie stanowiska w instytucjach służby zdrowia.
W styczniu 2007 z ramienia Austriackiej Partii Ludowej została ministrem zdrowia, rodziny i młodzieży w gabinecie Alfreda Gusenbauera. Urząd ten sprawowała do grudnia 2008. Zrezygnowała następnie z aktywności politycznej.